# Trichlora
Trichlora es un género de plantas herbáceas, perennes y bulbosas perteneciente a la subfamilia Allioideae de las amarilidáceas. Comprende 4 especies descritas, todas aceptadas, endémicas de Perú.

## Descripción
Es un género atípico, de bulbo estrecho con túnica. Tiene inflorescencias de unas 5 flores con 4 brácteas libres en espata. Los 3 tépalos externos lanceolados, libres y verdes y los 3 internos cortos, obtusos, escamiformes, verdes. Hay solo 3 estambres fértiles y 3 estaminodios y el estigma tiene 3 ramas con forma de cuernos.

## Taxonomía
El género fue descrito por John Gilbert Baker y publicado en Hooker's Icones Plantarum 13. 1877. La especie tipo es: Trichlora peruviana Baker

## Especies
- Trichlora huascarana Ravenna, Onira 4(9): 32, 2000
- Trichlora lactea Ravenna, Onira 4(9): 31, 2000
- Trichlora sandwithii Vargas, Biota 8: 35, fig. 1, 1969
- Trichlora peruviana Baker, Hooker's Icon. vol. 13, p.29, pl. 1237, 1877 - Especie-tipo.